# Stuart Sutcliffe
Stuart Sutcliffe, född 23 juni 1940 i Edinburgh, Skottland, död 10 april 1962 i Hamburg i dåvarande Västtyskland, var en brittisk musiker och konstnär. Sutcliffe benämns ibland "Den femte Beatlen".
Sutcliffe spelade bas i the Quarrymen, som senare skulle byta namn till The Beatles, under åren 1960–1961, trots att han egentligen snarare brann för abstrakt expressionistisk konst. Medan resten av medlemmarna åkte tillbaka till Liverpool efter gruppens tid som liveband på Kaiserkeller i Hamburg, valde Sutcliffe att stanna kvar för att istället leva ihop med konstnären Astrid Kirchherr, och för att studera vid konsthögskolan Liverpool College of Art. Således valde han även att till Paul McCartney avsäga sig sin plats som basist i det lovande bandet.
I Hamburg studerade Sutcliffe konst under Eduardo Paolozzi, som senare uppgivit att Sutcliffe var en av hans främsta elever. Stuart Sutcliffe dog 1962, samma år som The Beatles slog igenom, av en hjärnblödning i sin ateljé.

## Låtar som släppts postumt
The Beatles samlingsalbum Anthology 1, som släpptes 1995, innehåller tidigare osläppta låtar från gruppens tidiga år. Sutcliffe spelar bas på tre låtar, inspelade 1960: "Hallelujah, I Love Her So", "You'll Be Mine", och "Cayenne". Han är även avbildad på omslagen på både Anthology 1 och Anthology 3.
År 2011 släppte Sutcliffes dödsbo en inspelning av "Love Me Tender", inspelad 1961, där Sutcliffe påstås sjunga; en låt som han även sjöng med The Beatles i Hamburg. Skivans omslag visar en målning av Sutcliffe, namngiven Homage to Elvis (Hyllning till Elvis). Diskussioner om låtens äkthet har dock uppstått.